# Marcus Glahn
Marcus Glahn (født 2. januar 1781 i Tåderup, Skellebjerg Sogn, død 26. december 1868 i Sorø) var en dansk officer, far til Poul Egede Glahn.
Han var søn af Henrik Christopher Glahn (18. december 1738 i Alling – 21. juli 1804) og hustru Giertrud Kirstine Egede (1748 i København – 10. eller 11. februar 1816 på Egedesminde, Nørre Alslev Sogn, datter af Paul Egede), blev officer af artilleriet og sluttede sin karriere i hæren som generalmajor. Under Englandskrigene deltog han som kaptajn med et batteri under oberst Augustin von Kardorffs brigade. Fra 1832 var Glahn chef for Den holstenske Artilleribrigade.
Han nævnes i 1854 som oberst, Kommandør af Dannebrog og afgået med pension. Han fik dog afsked som karakteriseret generalmajor.
20. november 1804 ægtede han Karen Johanne Laurenze Schiøth (29. oktober 1784 i København – 26. december 1873 i København). Parret er begravet på Garnisons Kirkegård.